# Tamsyn Muir
Tamsyn Elizabeth Muir (New South Wales, Australia, 14 marzo 1985) è una scrittrice neozelandese. Le sue opere ricadono in generi quali il fantasy, la fantascienza e l'horror, spesso commistionati tra loro. Muir ha ricevuto candidature per numerosi premi letterari conferiti ad opere di speculative fiction.
Il suo primo romanzo è intitolato Gideon la Nona ed è stato pubblicato nel 2019.

## Biografia
Muir è nata il 14 Marzo 1985 nel Nuovo Galles del Sud, in Australia. Si è trasferita in Nuova Zelanda a soli nove mesi ed è cresciuta nella cittadina di Howick, nella periferia di Auckland.
Muir ha completato i suoi studi in ambito educativo nel 2010 ed è da allora un'insegnante di Lingua Inglese e di Lingua Inglese come Lingua Seconda. Nello stesso anno in cui ha terminato gli studi, ha frequentato il Clarion Writers Workshop, dando il via ad una ricca produzione di racconti e racconti brevi.

## Opere
Il suo racconto "The Deepwater Bride", pubblicato in The Magazine of Fantasy and Science Fiction nel 2015, è stato candidato al Premio Nebula come miglior racconto, al Premio World Fantasy come miglior racconto, all'Eugie Award e al Premio Shirley Jackson come miglior racconto.
Gideon la Nona è il primo romanzo di Muir e rappresenta il capitolo iniziale della saga del Sepolcro Sigillato. Il romanzo è stato pubblicato nel 2019 e l'anno seguente è stato premiato con il Premio Locus per la miglior opera prima e con il Premio Crawford; ha ricevuto candidature al Premio Nebula per il miglior romanzo e al Premio Hugo per il miglior romanzo, classificandosi inoltre terzo ai Goodreads Choice Awards nella categoria "fantascienza".
Pubblicato nel 2020, il secondo libro della serie, Harrow la Nona, è stato invece tra i finalisti del Premio Hugo 2021 per il miglior romanzo. 
La saga del Sepolcro Sigillato proseguirà con Nona la Nona (2022) e con Alecto la Nona, previsto per il 2023.
La casa editrice di Muir ha già annunciato che, quando la tetralogia sarà conclusa, la collaborazione con l'autrice proseguirà con la pubblicazione di una trilogia di genere cyberpunk-western.

### Il Sepolcro Sigillato
1. Gideon the Ninth, Tor Books, 2019 (Edizione italiana: Gideon la Nona, Mondadori, 2020)
2. Harrow the Ninth, Tor Books, 2020 (Edizione italiana: Harrow la Nona, Mondadori, 2021)
3. Nona the Ninth, Tor Books, 2022 (Edizione italiana: Nona la Nona, Mondadori, 2023)
4. Alecto the Ninth, Tor Books, 2023

### Romanzi brevi
1. Princess Floralinda and the Forty-Flight Tower, Subterranean Press, 2020.

### Racconti
- The House That Made the Sixteen Loops of Time (2011)
- The Magician's Apprentice (2012)
- Chew (2013)
- The Deepwater Bride (2015)
- Union (2015)
- The Woman in the Hill (2016)
- The Mysterious Study of Doctor Sex (2020)

### Webcomic e fumetti
- Apothecia (with Shelby Cragg) (2014)